# Moldaviens parlament
Moldaviens parlament är Moldaviens lagstiftande församling, med säte i Parlamentspalatset i Chișinău. Parlamentet består av en kammare med 101 ledamöter som utses genom allmänna val vart fjärde år.